# Daniel Drucker
Daniel Charles Drucker (Nova Iorque, 3 de junho de 1918 — Gainesville, 1 de setembro de 2001) foi um engenheiro especializado em plasticidade.
Recebeu a Medalha Timoshenko de 1983.
Foi professor da Universidade Brown, de 1946 a 1968, quando foi então decano de engenharia da Universidade de Illinois. Em 1984 foi professor pesquisador da Universidade da Flórida, até aposentar-se, em 1994.